# Земиш, Теодор
Эдвин Теодор Зе́миш (нем. Edwin Theodor Saemisch; 30 сентября 1833, Луккау — 29 сентября 1909, Бонн) — немецкий медик, офтальмолог.

## Биография
В 1858 году Теодор Земиш защитил докторскую диссертацию в Берлинском университете, затем работал ассистентом у Альбрехта фон Грефе и Александра Пагенштехера в Висбадене. В 1862 году получил право преподавания глазных болезней в Боннском университете. В 1867 году был назначен экстраординарным, а в 1873 году — ординарным профессором офтальмологии Боннского университета. В 1883 году были избран членом Леопольдины.
Теодор Земиш был женат на Зиглинде Ранке, дочери профессора теологии Марбургского университета Эрнста Ранке. У них родился сын Фридрих Земиш (1869—1945), ставший юристом и политиком.

## Труды
- Klinische Beobachtungen aus der Augenheilanstalt in Wiesbaden. Zusammen mit Arnold Pagenstecher und Alexander Pagenstecher. Wiesbaden 1861—1862
- Beiträge zur normalen und pathologischen Anatomie des Auges. Leipzig 1862
- Handbuch der gesammten Augenheilkunde. 7 Bände+Indexband, 1. Auflage, 1874—1877. Als Herausgeber gemeinsam mit Alfred Graefe. Die zweite Auflage umfasst 15 Bände in etwa 37 Teilbände. Sie enthält u.a. die berühmte Geschichte der Augenheilkunde von Julius Hirschberg (Bd.12-15 in 9 Teilbände).
- Das Ulcus corneae serpens und seine Therapie. Eine klinische Studie. Bonn 1870